# 马拉尼昂州圣安娜
马拉尼昂州圣安娜（葡萄牙語：Santana do Maranhão）是巴西马拉尼昂州的一个市镇。总面积1094.65平方公里，总人口10438人，人口密度9.5人/平方公里。